# カステルマウロ
カステルマウロ（イタリア語: Castelmauro）は、イタリア共和国モリーゼ州カンポバッソ県にある、人口約1,400人の基礎自治体（コムーネ）。

## 地理

### 位置・広がり

#### 隣接コムーネ
隣接するコムーネは以下の通り。
- アックアヴィーヴァ・コッレクローチェ
- チヴィタカンポマラーノ
- グアルディアルフィエーラ
- モンテファルコーネ・ネル・サンニオ
- ロッカヴィヴァーラ
- サン・フェリーチェ・デル・モリーゼ
- トリヴェント